# Horrea

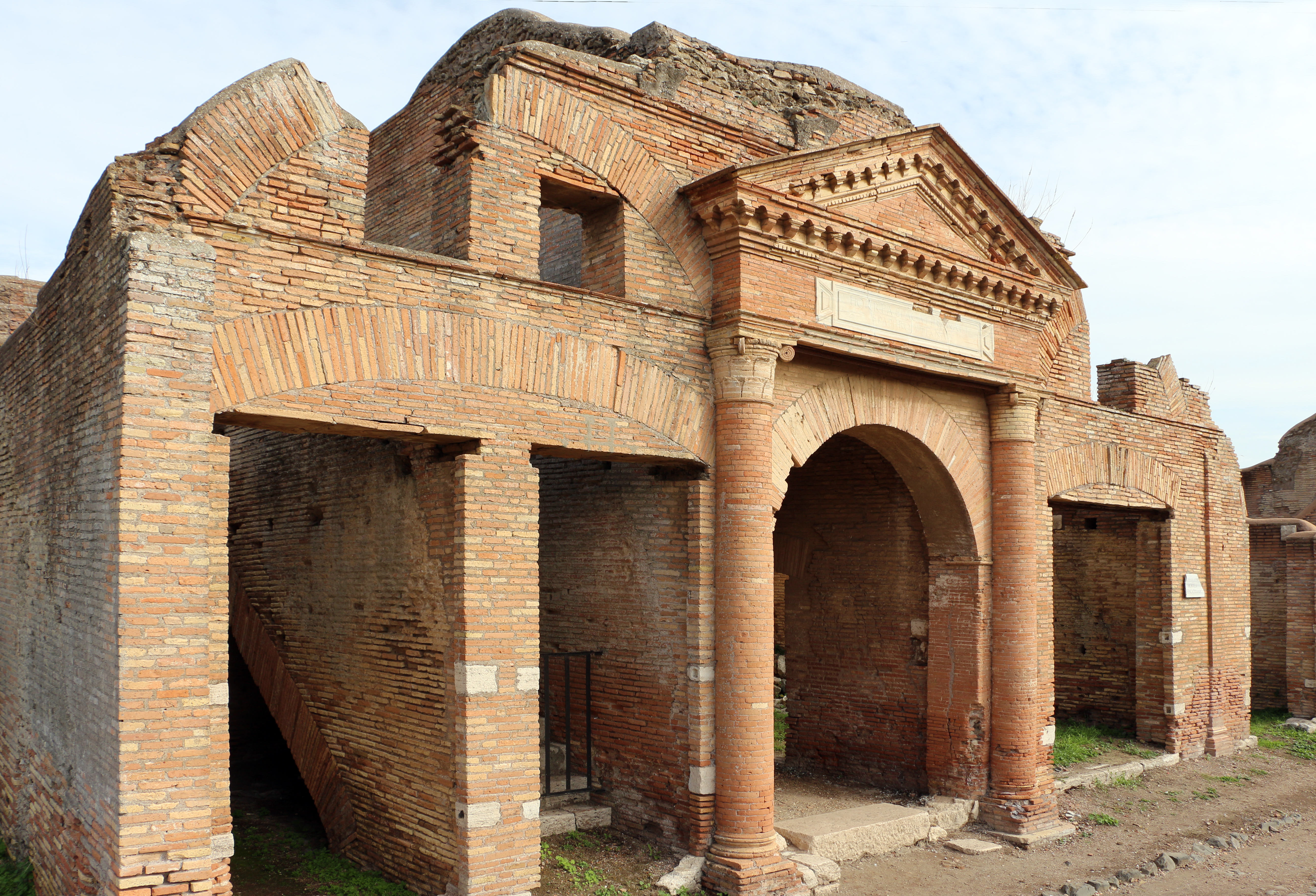
Horrea Epagathiana et Epaphroditiana, construida en Ostia hacia 150 d. C.

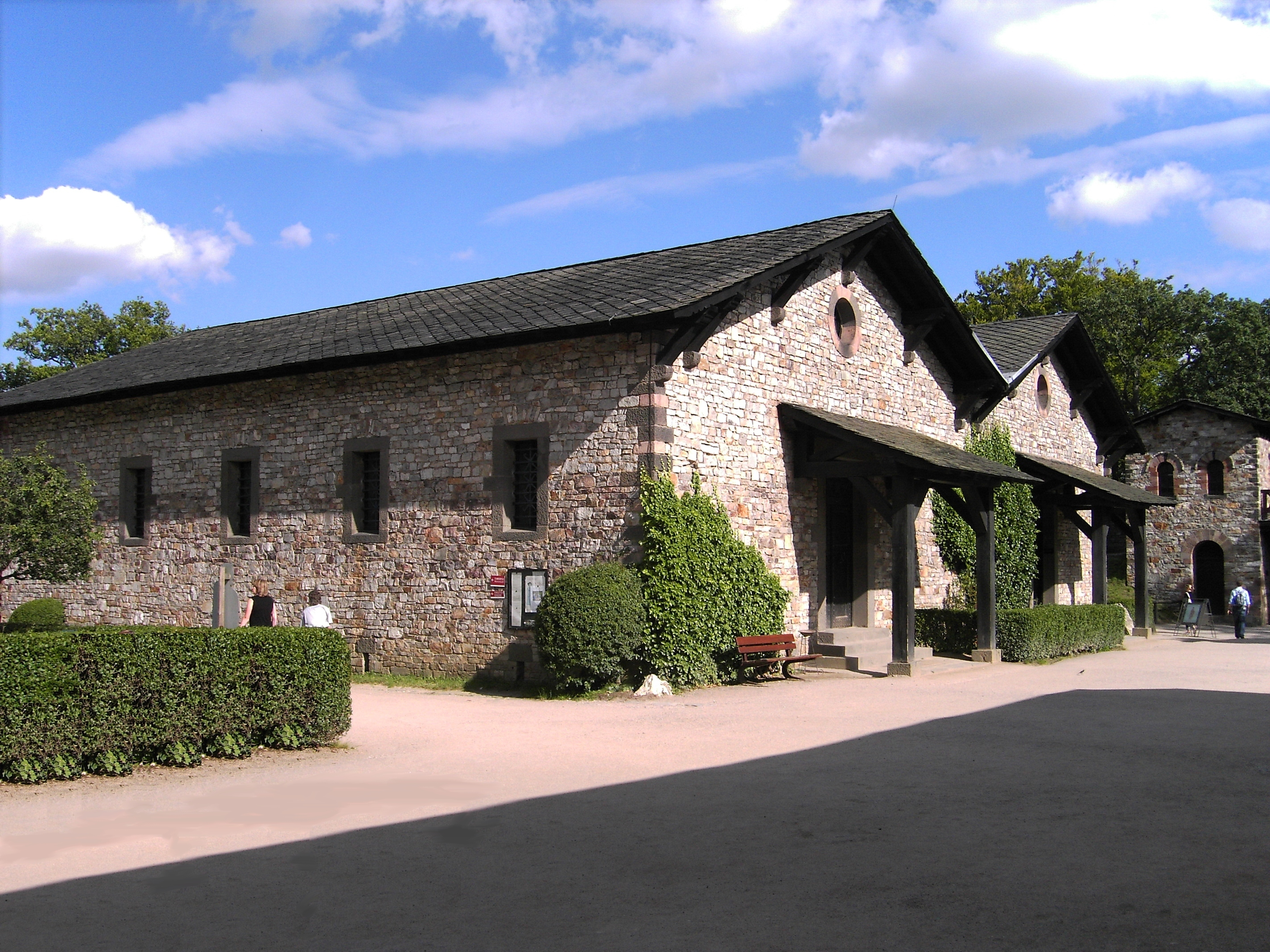
Horreum reconstruido en el fuerte de Saalburg, Alemania.

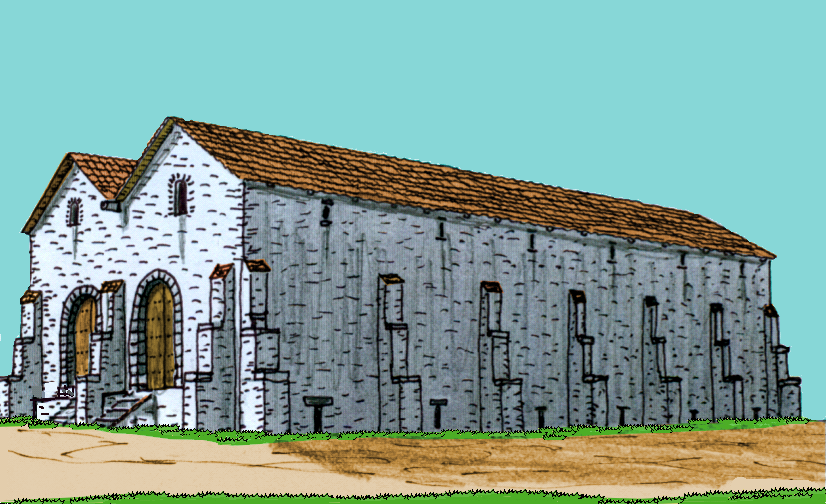
Reconstrucción del doble horreum de Housesteads/fortaleza de Vercovicium, Muro de Adriano, de principios del.

Los horrea (horreum en singular) eran lugares de almacenamiento de productos alimenticios, principalmente trigo, en la Antigua Roma.

## Historia
En Roma, se construyeron los primeros a orillas del Tíber y allí fue edificado, a comienzos de siglo II a. C., el más famoso de todos: el porticus aemilia, una gran construcción rectangular de más de 26 000 m² dividida en siete naves. Su gran solidez permitió que estos almacenes estuvieran operativos durante más de 500 años. En el periodo de los Gracos, se construyeron los horrea publica populi Romani con el fin de abastecer a la plebe con repartos gratuitos de trigo. En el puerto de Ostia se construyeron grandes horrea donde se almacenaban las mercancías traídas por vía marítima.
Estos edificios solían ser de planta rectangular o cuadrangular y su interior estaba dividido en compartimentos. La seguridad y la protección contra incendios fueron las principales preocupaciones. Los horrea se construían con frecuencia con paredes muy gruesas (hasta 1 m) para reducir el peligro de incendio, y las ventanas siempre eran estrechas y se colocaban en lo alto del muro para evitar robos. Las puertas estaban protegidas con elaborados sistemas de cerraduras. Los horrea más grande solían tener solo dos o tres puertas exteriores, que a menudo eran bastante estrechas, no habrían permitido la entrada de carros. La ardua tarea de mover las mercancías por dentro, fuera y alrededor de ellos probablemente se llevaba a cabo solo mediante trabajo manual. Los mayores horrea habrían tenido una enorme plantilla de trabajadores.
Los horrea romanos eran denominados individualmente, algunos con nombres que indican los productos que almacenaban (y probablemente vendían), como cera (horrea candelaria), papel (horrea chartaria) o pimienta (horrea piperataria). Otros recibieron el nombre de emperadores u otras personas relacionadas con la familia imperial, como el mencionado Horrea Galbae, que aparentemente recibió el nombre del emperador Galba del siglo I. Un horreum particularmente bien conservado en Ostia, Horrea Epagathiana et Epaphroditiana, lleva este nombre por una inscripción que tiene el nombre de dos libertos (probablememente sus dueños), Epagathus y Epafroditus.

## Materiales audiovisuales
- Reconstrucción computerizada de un horreum (Longovicium Roman Fort (Horreum) granary 3D CGI) en YouTube.